# Stephanie Hsu
Pour les articles homonymes, voir Hsu.
Stephanie Hsu, née le 25 novembre 1990 à Torrance (Californie), est une actrice américaine.
Elle est notamment connue pour son rôle de Mei Lin dans la série télévisée La Fabuleuse Madame Maisel du couple Sherman-Palladino et dans le film Everything Everywhere All at Once des Daniels qui lui a valu une nomination à l'Oscar de la meilleure actrice dans un second rôle.

## Filmographie

### Cinéma
- 2018 : Petits coups montés de Claire Scanlon : Amber
- 2020 : Asking for It : Jenny
- 2021 : Shang-Chi et la Légende des dix anneaux de Destin Daniel Creton : Soo
- 2022 : Everything Everywhere All at Once des Daniels : Joy Wang
- 2023 : Joy Ride de Adele Lim : Kat
- 2023 : Le Roi singe : la femme du maire (voix)
- 2024 : The Fall Guy de David Leitch : Alma Milan
- 2024 : Le Robot Sauvage de Chris Sanders : Vontra (voix)

### Télévision

#### Séries télévisées
- 2012 : Jest Originals : Brandy
- 2016 : Connection Unavailable : Nikki R. Lee
- 2016 : Unbreakable Kimmy Schmidt : une manifestante
- 2016 : Opus for All : une employée mécontente (2 épisodes)
- 2016 : Affordable NYC : Cerise
- 2016 : Nightcap : Aisha
- 2016–2018 : The Path : Joy
- 2018 : Indoor Boys : Jessica
- 2018 : Legendary Place : Melvina Lee
- 2019–2022 : La Fabuleuse Madame Maisel : Mei (13 épisodes)
- 2020 : Karate Tortoise : Karate Tortoise (3 épisodes)
- 2020–2021 : Awkwafina Is Nora from Queens (en) : Shu Shu (2 épisodes)
- 2023 : Poker Face[3]
- 2025 : Laid : Ruby

#### Séries télévisées d'animation
- 2022 : Kung Fu Panda : Le Chevalier Dragon : Zhen (voix)

#### Téléfilms
- 2018 : Guap : Stéphanie

## Distinctions

### Nominations
- Oscars 2023 : Meilleure actrice dans un second rôle  pour Everything Everywhere All at Once